# High Roller Records
High Roller Records ist ein in Werdau ansässiges deutsches Musiklabel, das insbesondere auf Heavy Metal, NWOBHM und verschiedene Derivationen davon spezialisiert ist.
Das Label wurde 2003 von Steffen Böhm gegründet und bis 2009 ausschließlich von ihm betrieben. Das Label vertreibt Alben von Künstlern, die selbst unter Vertrag genommen wurden (z. B. High Spirits und Protector), wie auch Wiederveröffentlichungen von Bands wie Dark Angel, Exumer, Exodus oder Possessed. Dazu kommt ein umfassendes Mailorder-Angebot. Das Label ist auf Vinyl spezialisiert und setzt in diesem Format von einigen Tonträgern doppelt so viele Einheiten ab wie von der entsprechenden CD-Version.

## Veröffentlichungen (Auswahl)
Alben
- Ambush – Desecrator (2014)
- Antichrist – Forbidden World (2011)
- Assaulter – Salvation Like Destruction (2008)
- Bunker 66 – Infernö Interceptörs (2012)
- Cauldron – In Ruin (2016)
- Darkness – The Gasoline Solution (2016)
- Dr. Living Dead! – Dr. Living Dead! (2011)
- Division Speed – Division Speed (2015)
- Emerald – Hymns To Steel (2007)
- Gaskin – Edge of Madness (2012)
- Hammerhead – Headonizm (2006)
- Heavy Tiger – Saigon Kiss (2014)
- Hellbringer – Dominion of Darkness (2012)
- High Spirits – Motivator (2016)
- In Solitude – In Solitude (2008)
- Lord Vigo – Danse de Noir (2020)
- Manilla Road – Playground of the Damned (2011)
- Mythra – Still Burning (2017)
- Nekromantheon – Divinity of Death (2010)
- Nocturnal – Storming Evil (2014)
- Procession – Doom Decimation (2017)
- Protector – Reanimated Homunculus (2013)
- Quartz – Fear No Evil (2016)
- Savage Thrust – Eat ’Em Raw (2016)
- Stallion – Rise and Ride (2014)
- The Levitation Hex – Cohesion (2016)
- Warhammer – No Beast So Fierce… (2009)
- Warmonger – Rites of Vengeance (2009)
- Scald – Will of the Gods Is Great Power (2021)

Kompilationen und Live-Alben
- Axis – Flame Burns On (Kompilation, 2011)
- Bashful Alley – It’s About Time (Kompilation, 2005)
- Blackrose – Loveshock (Kompilation, 2012)
- Demon Pact – Released from Hell (Kompilation, 2010)
- Fingernails – Heavy Metal Forces (Kompilation, 2008)
- Geddes Axe – Aftermath (Kompilation, 2016)
- Goldsmith – Life Is Killing Me (Kompilation, LP-Version, 2015)
- Hollow Ground – Warlord (Kompilation, 2014)
- Jaguar – Opening the Enclosure (Kompilation, 2010)
- Jameson Raid – Live at the O2 Academy (Livealbum, 2011)
- Metal Mirror – I (Livealbum, 2006)
- Pentagram – If The Winds Would Change (Kompilation, 2011)
- Salem – In the Beginning... (Kompilation, 2010)
- Tokyo Blade – Genghis Khan Killers (Kompilation, 2011)
- Triarchy – Live to Fight Again (Kompilation, 2007)

Singles und EPs
- Dead Lord – No Prayers Can Help You Now (Single, 2012)
- Deathfist – Demons (EP, 2008)
- While Heaven Wept – Vessel (Single, 2010)